# 1959

## Събития
- Фидел Кастро става президент на Куба.
- Аляска и Хавай стават 49-ият и 50-ият щат на САЩ.
- 11 януари – 36 души загиват, когато самолетът при полет 502 на „Луфтханза“ се разбива при заход към международното летище „Рио де Жанейро-Галеао“ в Бразилия.
- 3 февруари – американските музиканти Бъди Холи, Ричи Валънс, и „The Big Bopper“ загиват в самолетна катастрофа, докато пътуват за концерт.
- 9 март – първите кукли Барби са пуснати в продажба.
- 15-27 септември – посещение на Хрушчов в САЩ.
- 21 октомври – отваря врати музеят „Соломон Гугенхайм“ в Ню Йорк, по проект на Франк Лойд Райт.
- 26 декември – създадена е Българска Телевизия, която през 1993 става

Българска Национална Телевизия.

## Родени
- Дианка Тодорова, български художник
- Красимир Тодоров, български художник
- Кулси Ламко, чадски писател
- Петър Докладал, чешки дипломат
- 1 януари – Мишел Онфре, френски философ
- 4 януари – Али Ахмети, албански политически водач
- 9 януари – Ригоберта Менчу, гватемалска общественичка, лауреат на Нобелова награда за мир през 1992 г.
- 14 януари – Георги Димитров, български футболист
- 15 януари – Пийт Треуавас, британски рок музикант
- 16 януари – Шаде Аду, британска певица
- 20 януари – Робърт А. Салваторе, американски писател
- 22 януари – Урс Майер, швейцарски футболен съдия
- 31 януари
  - Кели Линч, американска актриса
  - Петър Попангелов, български скиор, алпийски дисциплини
  - Николай Бъчваров, български футболист
- 5 февруари – Антони Дончев, български композитор, пианист, джазмен
- 8 февруари – Хенри Черни, канадски актьор
- 9 февруари – Али-Бен Бонго, габонски политик
- 14 февруари – Рене Флеминг, американска оперна певица
- 16 февруари – Джон Макенроу, американски тенисист
- 22 февруари – Кайл Маклоклан, американски актьор
- 22 февруари – Линда Блеър, американска актриса
- 26 февруари – Ана Диамандопулу, гръцки политик, еврокомисар
- 4 март
  - Васил Симов, български футболист
  - Дилян Хубанов, български скулптор
  - Пламен Гетов, български футболист
- 7 март – Владимир Талески, актьор и политик от Северна Македония
- 16 март – Йенс Столтенберг, норвежки политик, бивш министър-председател на Норвегия и бивш генерален секретар на НАТО
- 18 март – Люк Бесон, френски кинорежисьор
- 22 март – Жан Виденов, български политик
- 28 март – Ангел Грънчаров, български философ
- 6 април – Пиетро Виерховод, италиански футболист
- 8 април – Иван Ценов, български политик
- 9 април
  - Киро Стоянов, скопски католически епископ
  - Петер Над, словашки певец, автор на песни и музикант
- 11 април – Алеандро Балди, италиански певец
- 21 април – Робърт Смит, вокалист на Кюър
- 30 април – Стивън Харпър, министър-председател на Канада
- 9 май - Кристиан Бах, аржентинско-мексиканска актриса и продуцентка на теленовели
- 10 май – Георги Коритаров, български журналист († 2021 г.)
- 11 май – Таньо Танев, български инженер, писател, преводач
- 14 май – Спас Киричев, български скулптор
- 17 май – Атанас Атанасов, български политик
- 20 май – Бронсън Пинчът, американски актьор
- 22 май – Мара Матушка, австрийска художничка от български произход
- 29 май – Рупърт Евърет, британски актьор
- 1 юни – Мартин Брандъл, британски пилот от Формула 1
- 6 юни – Васко Кръпката, български блус музикант
- 7 юни
  - Антим Пехливанов, български футболист
  - Майк Пенс, американски политик и бивш вицепрезидент на САЩ
- 9 юни – Димитър Димитров, български треньор по футбол
- 10 юни – Карло Анчелоти, италиански треньор по футбол
- 11 юни – Хю Лори, британски актьор
- 13 юни
  - Бойко Борисов, български политик
  - Клаус Йоханис, президент на Румъния от 2014 г. насам
- 17 юни – Иван Йовчев, български футболист
- 19 юни – Ан Идалго, кмет на Париж (2014-настоящи)
- 25 юни – Костадин Костадинов, български футболист
- 27 юни – Цветан Данов, български футболист
- 28 юни – Ламбрин Сотиров, български журналист
- 11 юли – Ричи Самбора, американски музикант (китарист)
- 12 юли – Чарли Мърфи, американски актьор и сценарист, брат на Еди Мърфи († 2017 г.)
- 13 юли – Ебен Моглен, американски теоретик на правото
- 20 юли – Джована Амати, италианска пилотка от Формула 1
- 22 юли – Саид Сиям, палестински политик († 2009 г.)
- 24 юли – Здравка Евтимова, българска писателка
- 26 юли – Кевин Спейси, американски актьор
- 29 юли
  - Джон Сайкс, британски рок музикант (китарист) († 2024 г.)
  - Васил Божков, български бизнесмен
  - Мартина Вачкова, българска актриса
  - Мирослав Цветанов, български актьор, сценограф и учен
- 1 август – Джо Елиът, британски рок музикант
- 3 август – Стоян Делчев, български гимнастик
- 8 август – Леонид Юдасин, израелски шахматист
- 9 август – Къртис Блоу, американски музикант
- 11 август – Густаво Серати, аржентински певец
- 12 август – Станислав Сланев, български певец и композитор
- 14 август
  - Меджик Джонсън, американски баскетболист
  - Марша Гей Хардън, американска актриса
- 16 август – Николай Банев, български бизнесмен
- 20 август – Антс Фрош, естонски дипломат
- 24 август – Михаел Клееберг, немски писател и преводач
- 25 август – Илко Семерджиев, български политик
- 27 август – Герхард Бергер, австрийски пилот от Формула 1
- 9 септември – Ерик Сера, френски композитор
- 21 септември – Юлиан Попов, български журналист и писател
- 28 септември
  - Трифон Пачев, български футболист
  - Майкъл Скот, ирландски писател
- 7 октомври – Стивън Ериксън, канадски писател
- 9 октомври – Борис Немцов, руски бизнесмен и политик († 2015 г.)
- 11 октомври – Григори Кайданов, американски шахматист
- 18 октомври – Милчо Манчевски, режисьор от Северна Македония
- 20 октомври – Акиф Пиринчи, германски писател
- 23 октомври – Атанас Комшев, български борец († 1994 г.)
- 30 октомври – Силвия Чолева, българска поетеса и журналистка
- 31 октомври – Нийл Стивънсън, американски писател
- 2 ноември
  - Игор Срамка, словашки футболен съдия († 2017 г.)
  - Нотис Сфакианакис, гръцки попизпълнител
- 5 ноември – Ангел Грънчаров, български дисидент († 2013 г.)
- 5 ноември – Митко Аргиров, български футболист
- 14 ноември – Пол Макган, британски актьор
- 20 ноември – Шон Йънг, американска актриса
- 25 ноември – Стийв Родъри, британски рок музикант
- 29 ноември – Алма Катцу, американска писателка
- 21 декември – Флорънс Грифит-Джойнър, американска лекоатлетка († 1998 г.)
- 23 декември – Луис Фернандо Суарес, колумбийски футболен треньор
- 31 декември – Вал Килмър, американски актьор († 2025 г.)

## Починали
- Методий Лолов, журналист и писател (р. 1885 г.)
- 22 януари – Майк Хоторн, британски пилот от Формула 1, световен шампион за 1958 година, (р. 1929 г.)
- 29 януари – Цачо Сяров, български юрист (р. 1888 г.)
- 5 февруари – Курт Закс, немски музиколог (р. 1881 г.)
- 12 февруари – Александър Теодоров-Балан, български учен, първи ректор на СУ (р. 1859 г.)
- 25 февруари – Георги Богровски, български политик (р. 1884 г.)
- 26 февруари – Стоян Романски, български езиковед (р. 1882 г.)
- 28 февруари – Максуел Андерсън, американски писател (р. 1888 г.)
- 14 март
  - Недялка Симеонова, цигуларка, професор (р. 1901 г.)
  - Власи Власковски, български политик (р. 1883 г.)
- 26 март – Реймънд Чандлър, американски писател (р. 1888 г.)
- 9 април – Франк Лойд Райт, американски архитект (р. 1867 г.)
- 27 април – Пеньо Пенев, български поет (р. 1930 г.)
- 5 май – Карлос Сааведра Ламас, аржентински политик (р. 1878 г.)
- 24 май – Джон Фостър Дълес, американски политик (р. 1888 г.)
- 16 юни – Джордж Рийвс, американски актьор (р. 1914 г.)
- 20 юни – Хитоши Ашида, министър-председател на Япония (р. 1887 г.)
- 22 юни – Стоян Кантуров, български революционер (р. 1884 г.)
- 23 юни – Борис Виан, френски писател и музикант (р. 1920 г.)
- 17 юли
  - Александър Цанков, български политик (р. 1879 г.)
  - Били Холидей, американска джаз певица (р. 1915 г.)
- 16 август – Константин Соларов, български военен деец (р. 1881 г.)
- 29 август – Алексей Бистров, руски учен, биолог (р. 1899 г.)
- 25 септември – Божидар Здравков, български политик (р. 1884 г.)
- 16 октомври – Джордж Маршал, американски държавник (р. 1880 г.)
- 22 октомври – Борис Стателов, български морски офицер (р. 1886 г.)
- 26 октомври – Георги Попхристов, български журналист (р. 1889 г.)
- 1 ноември – Алфхилд Там, шведска психоаналитичка (р. 1876 г.)
- 3 ноември – Андрей Протич, български изкуствовед (р. 1875 г.)
- 25 ноември – Жерар Филип, френски актьор (р. 1922 г.)
- 17 декември – Андрей Николов, български скулптор (р. 1878 г.)
- 28 декември – Анте Павелич, хърватски политик (р. 1889 г.)

## Нобелови награди
- Физика – Емилио Сегре, Оуен Чембърлейн
- Химия – Ярослав Хейровски
- Физиология или медицина – Северо Очоа, Артър Корнбърг
- Литература – Салваторе Куазимодо
- Мир – Филип Ноел-Бейкър